# گنبد بابا مصری
گنبد بابا مصری مربوط به دوره ایلخانی است و در گلپایگان، بعد از امامزاده سید السادات، روبروی دبیرستان واقع شده و این اثر در تاریخ ۱۷ آذر ۱۳۶۴ با شمارهٔ ثبت ۱۷۰۵ به‌عنوان یکی از آثار ملی ایران به ثبت رسیده‌است.